# DoCoMo MUSIC 4U
DoCoMo MUSIC 4U（ドコモ・ミュージック・フォーユー）は、香川県を放送対象地域とする放送局・FM香川制作による、NTTドコモ四国一社提供の番組である。

## 番組概要
2005年1月、四国のJFN系列局であるFM香川・FM愛媛・FM徳島・FM高知にて放送開始。番組タイトルの「4」は、四国が4県である事を意味する。NTTドコモ四国一社提供による番組は「吉沢悠のYOU&iLand」（2000年11月〜2002年12月）以来、およそ2年ぶりとなる。
2006年3月には、当番組の集大成とも言える『DREAM Live』（ドリーム・ライブ）が開催。このライブがきっかけで、事実上の続編番組となる「DoCoMo THANK YOU 4 THE MUSIC」（2006年4月〜2010年3月）が放送開始。年度の下半期に「DREAM SIDE」と題し、同ライブへの実現に向けて出演アーティストが番組を引き継ぐ事となった。

## パーソナリティ一覧
3ヶ月毎に2組のアーティストが隔週で番組に出演（一部例外あり）。任期終了直前には『コラボレーション・ライブ』と題して、出演アーティストが四国のライブハウスでライブを行った。
基本的にはヒップホップを主体とするアーティストが出演するが、2005年7月〜9月はロックを主体としたバンドTHE イナズマ戦隊とJackson vibeが出演した（ただし、『DREAM Live』には未出演）。
| 出演時期               | 出演アーティスト（隔週出演）   | コラボレーションライブ開催場所（開催日）        |
| 2005年1月〜2005年3月   | BENNIE K・nobodyknows+         | オリーブホール（香川県・2005年3月20日）         |
| 2005年4月〜2005年6月   | BENNIE K・HOME MADE 家族       | キャラバンサライ（高知県・2005年6月28日）       |
| 2005年7月〜2005年9月   | THE イナズマ戦隊・Jackson vibe | サロンキティ（愛媛県・2005年9月22日）           |
| 2005年10月〜2005年12月 | SOUL'd OUT・THC!!              | 徳島しんまち劇場707（徳島県・2005年12月17日）   |
| 2006年1月〜2006年3月   | SEAMO                          | アルファあなぶきホール（香川県・2006年3月19日） |

1. ↑  歴代パーソナリティの中で唯一、半年間に渡り出演。
2. ↑  歴代パーソナリティの中で唯一、単独で毎週出演。
3. ↑  『DREAM Live』として開催。（出演：BENNIE K・HOME MADE 家族・SEAMO・SOUL'd OUT・THC!!）